# Kanakasooriya Cinkaiariyan
Kanakasooriya Cinkaiariyan, de son nom royal Cekaracacekaran VI, est un roi du royaume de Jaffna, dans l'actuel Sri Lanka. Il fait partie de la dynastie Ârya Chakravarti. 

## Biographie
Il fut le premier des rois de la dynastie Ârya Chakravarti à perdre le pouvoir face à un roi rival. Il hérite du trône de son père Gunaveera Cinkaiariyan en 1440. Il est destitué en 1450 par Sapumal Kumaraya, un chef militaire de la dynastie cingalaise Siri Sanga Bo envoyé par Parakramabahu VI du royaume de Kotte. Kanakasooriya s'est échappé à Madurai dans le sud de l'Inde avec ses deux fils. 
Sapumal Kumaraya a gouverné le royaume de Jaffna en tant que roi régional, sous la dépendance du Royaume cingalais de Kotte. Il a même frappé des pièces de monnaie dans la tradition des pièces de monnaie Setu (en). Après la mort de Parakramabahu VI en 1467, Sapumal Kumaraya quitta la capitale Nallur qu'il avait reconstruite, pour rejoindre le royaume de Kotte et pour participer à une lutte pour hériter du trône cingalais. Bien qu'il ait été victorieux et ait régné en tant que Bhuvanaikabahu VI, il a été incapable d'empêcher Kanakasooriya Cinkaiariyan et le retour de ses deux fils avec des mercenaires.

### Source historique
- Rajavaliya, récits en pali de l'histoire du Sri Lanka.